# Післясвітіння

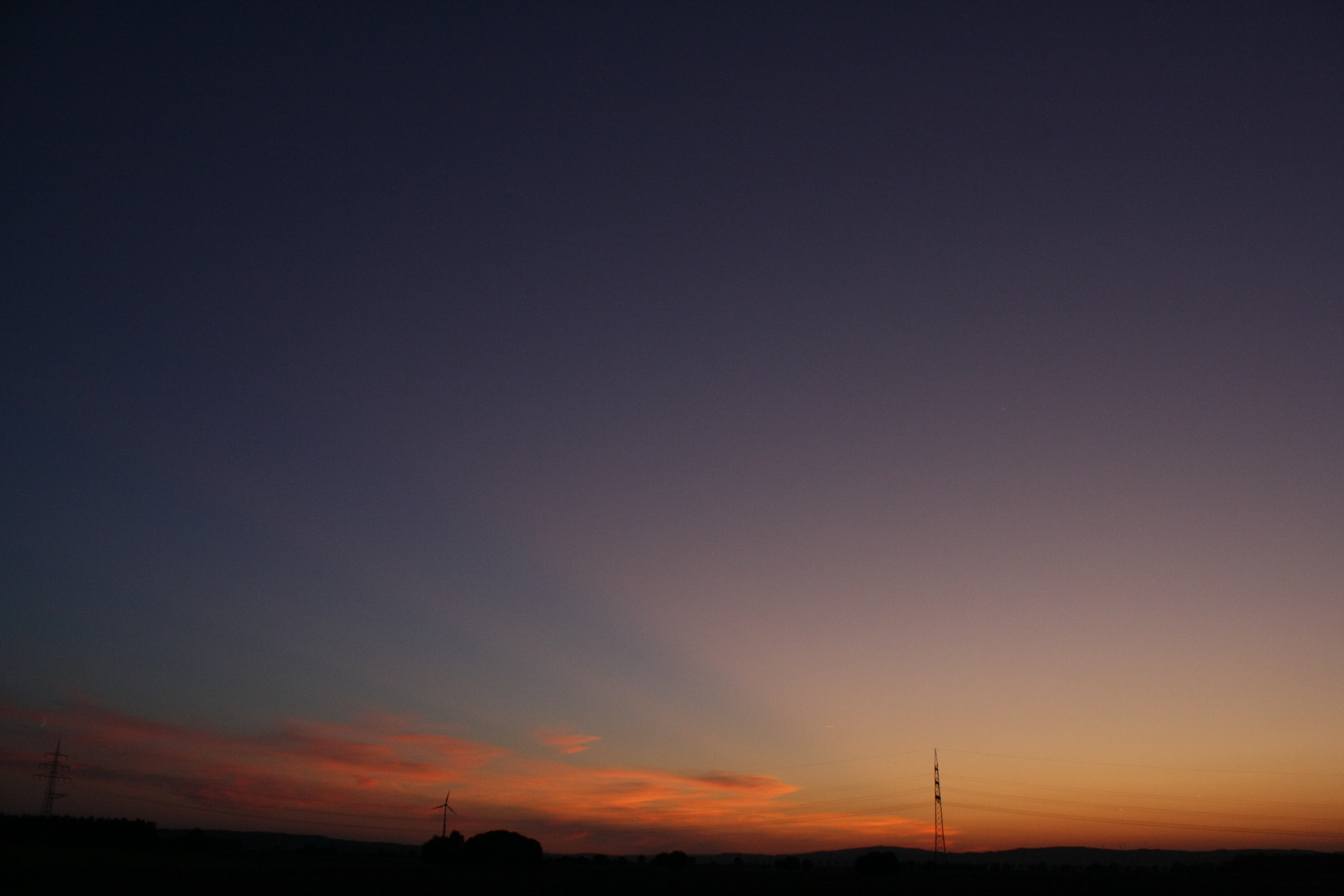
Яскравий сегмент і фіолетове світло угорі — післясвітіння, перериване сутінковими променями

Післясвітіння (англ. Afterglow) ― у метеорології, явище, що складається з кількох інших атмосферних оптичних явищ із загальним визначенням як широка арка білуватого або рожевого сонячного світла в сутінковому небі, що складається з яскравого сегмента та фіолетового світла. Фіолетове світло загалом виникає, коли Сонце знаходиться на 2–6° нижче горизонту, від цивільних до морських сутінок, тоді як яскравий сегмент триває до кінця морських сутінок. Післясвітіння часто обговорюється у випадках вулканічних вивержень, тоді як його фіолетове світло обговорюється як інше вулканічне фіолетове світло. Зокрема, у виверженнях вулканів воно є розсіяним світлом дрібними частинками, такими як пил, зважені в атмосфері. У випадку альпесвітіння, який подібний до Поясу Венери, термін післясвітіння загалом використовується для позначення золотисто-червоного сяючого світла від заходу та сходу сонця, відбитого на небі, і зокрема його останньої стадії, коли фіолетове світло відбивається. Протилежністю післясвітіння є передсвітіння (англ. Foreglow), яке відбувається перед сходом сонця.

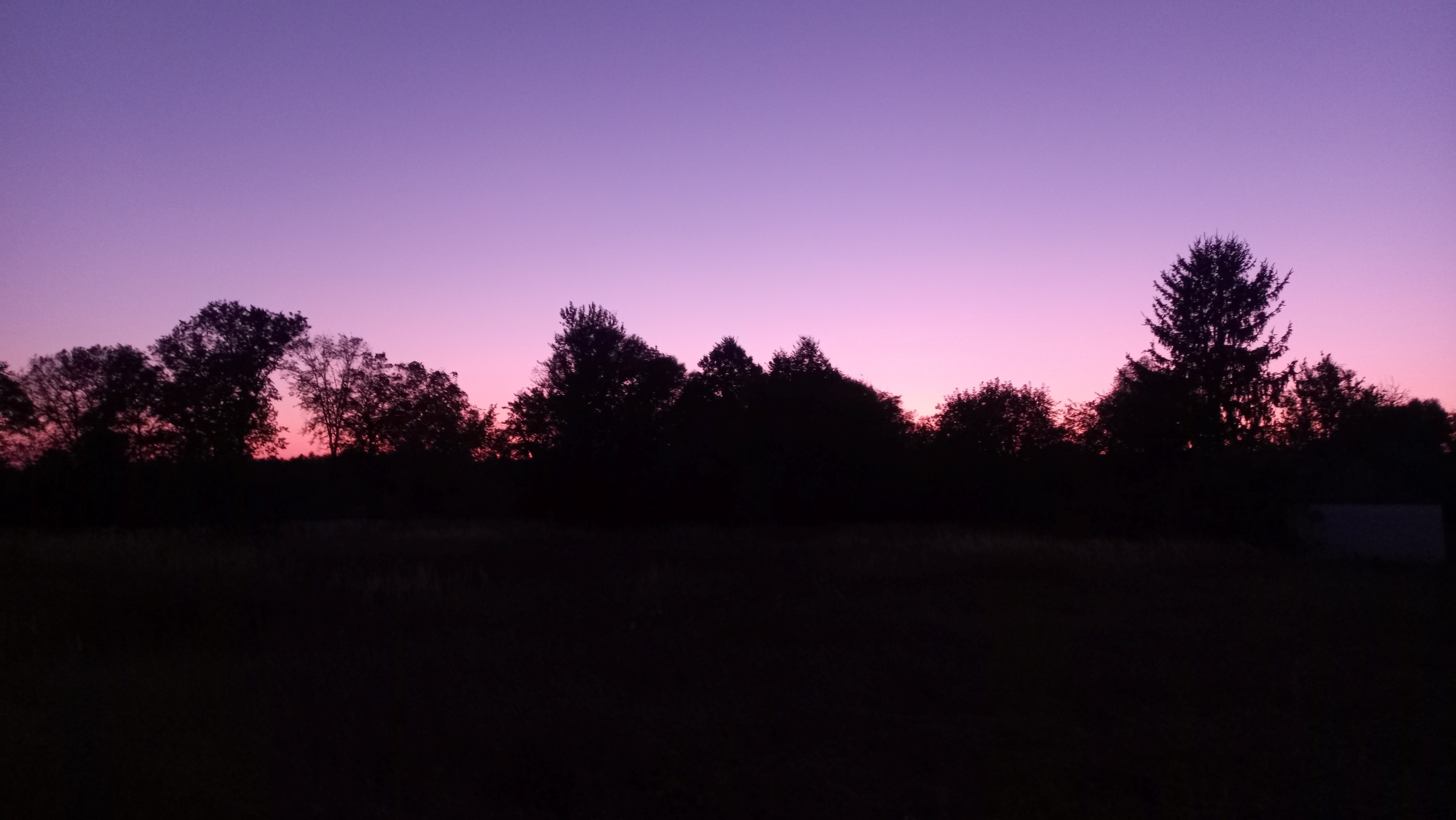
Фіолетове післясвітіння у селі Журавка Чернігівської області. Явище відбулося під час лісових пожеж на Київщині та Чернігівщині.

Сонячне світло досягає Землі приблизно в сутінки під час золотої години інтенсивно в низькоенергетичному та низькочастотному червоному компоненті. Протягом цієї частини цивільних сутінків після заходу сонця та перед світанком червоне сонячне світло залишається видимим, розсіюючись крізь частинки в повітрі. Зворотнє розсіювання, можливе після відбиття від хмар або високих снігових полів у гірських регіонах, крім того, створює світло від червонуватого до рожевого. Високоенергетичні та високочастотні компоненти світла, спрямовані до синього, широко розсіюються, створюючи ширше синє світло морських сутінків до або після червонуватого світла цивільних сутінків, тоді як у поєднанні з червонуватим світлом створюється фіолетове світло. Цей період домінування блакитного кольору називають блакитною годиною і, як і золота година, широко цінується фотографами та художниками.

Після виверження вулкана Кракатау в 1883 році у всьому світі з'явилася серія дивовижних червоних заходів сонця. Величезна кількість надзвичайно дрібного пилу була піднята на велику висоту внаслідок виверження вулкана, а потім поширювалася по всьому світу сильними атмосферними вітрами. На картині Едварда Мунка «Крик», можливо, зображено післясвітіння в цей період.

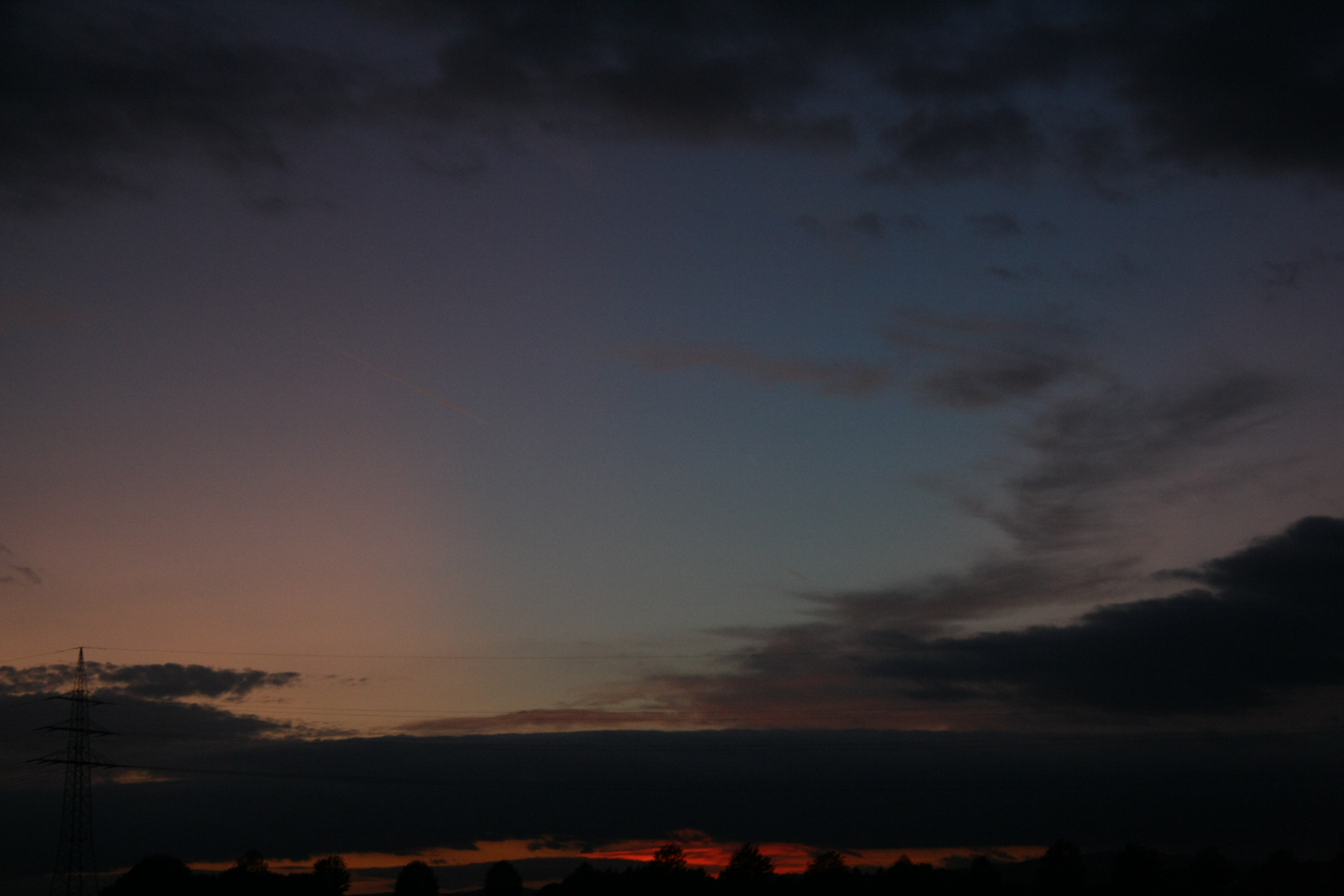
Фіолетове світло з сутінковою тінню
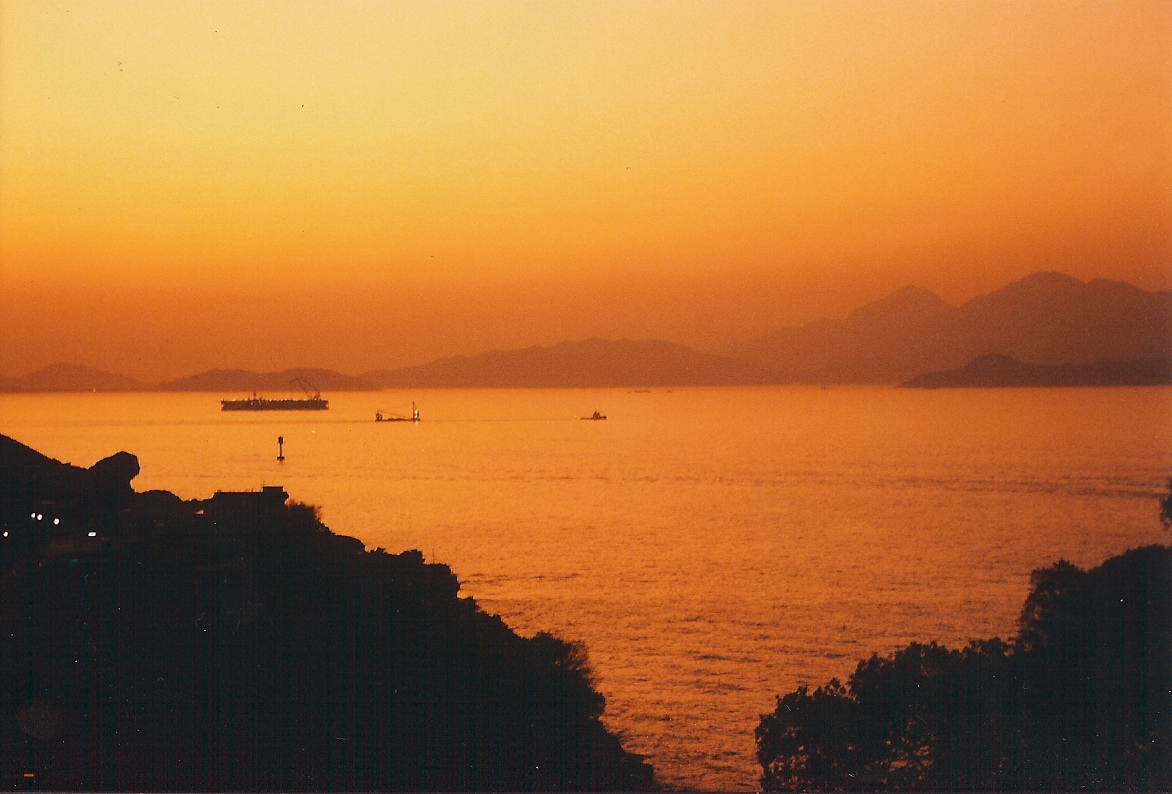
Захід сонця в Гонконзі після виверження вулкана Пінатубо в 1991 році
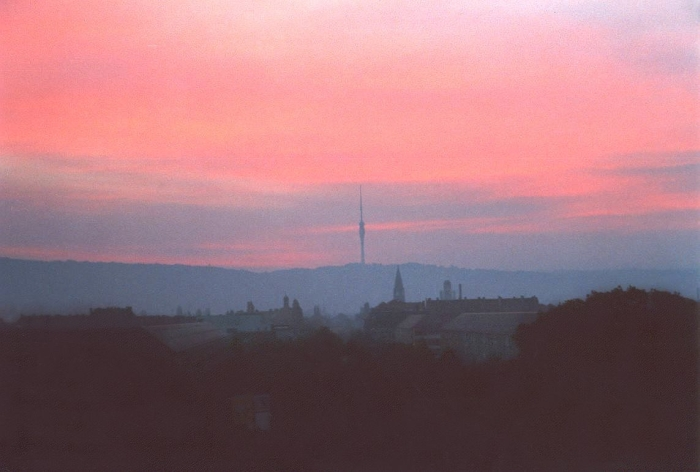
Післясвітіння в Дрездені, Саксонія, Німеччина
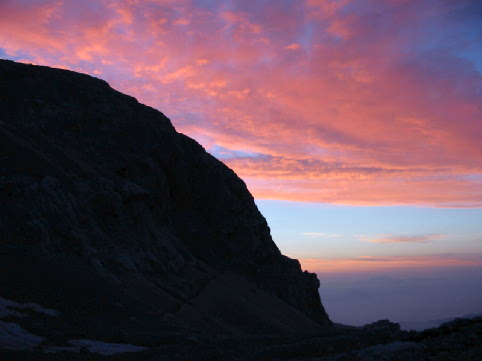
Післясвітіння в горах Словенії біля долини Триглавських озер
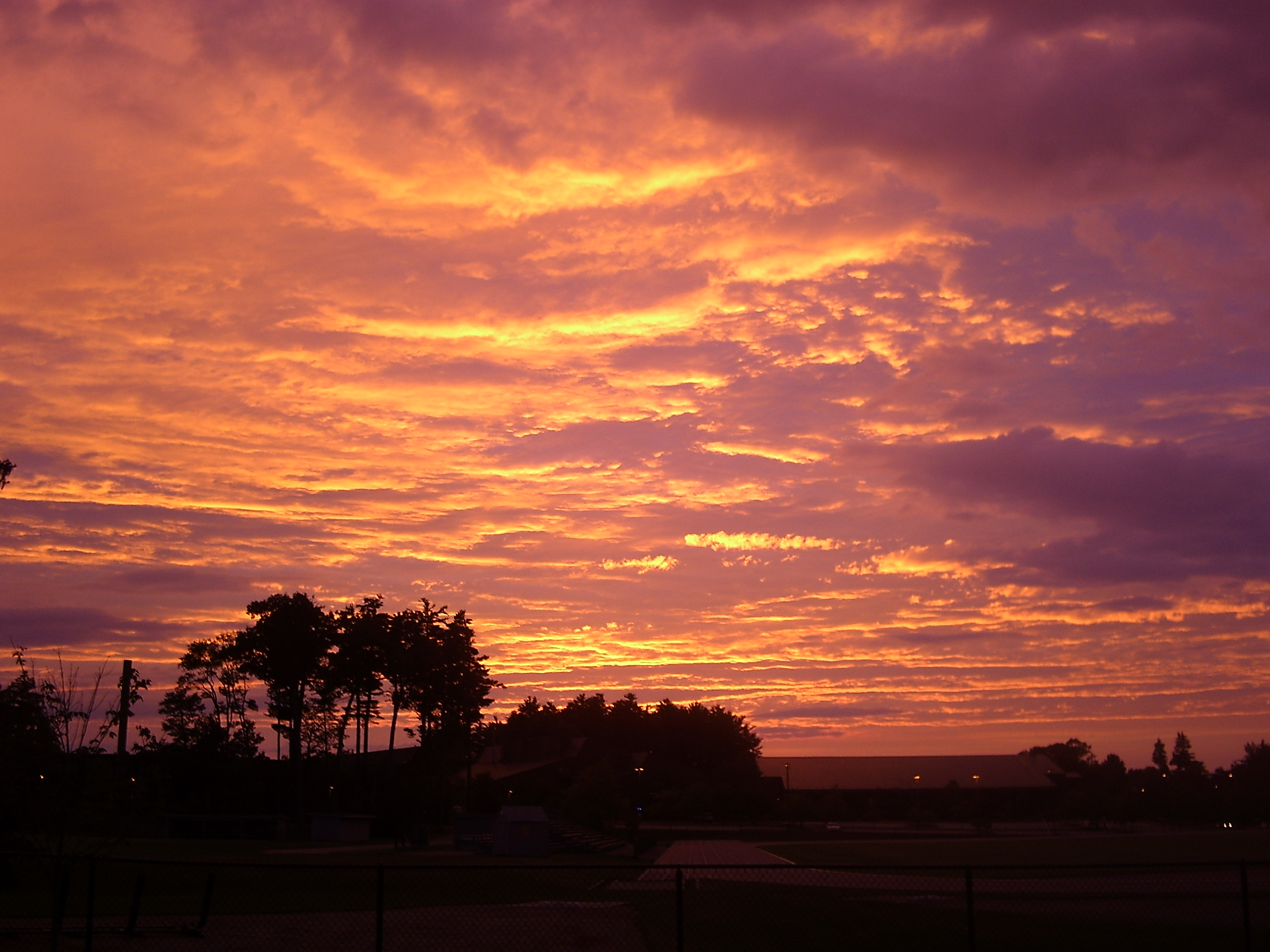
Захід сонця над трасою коледжу Бейтса в Люїстоні, штат Мен
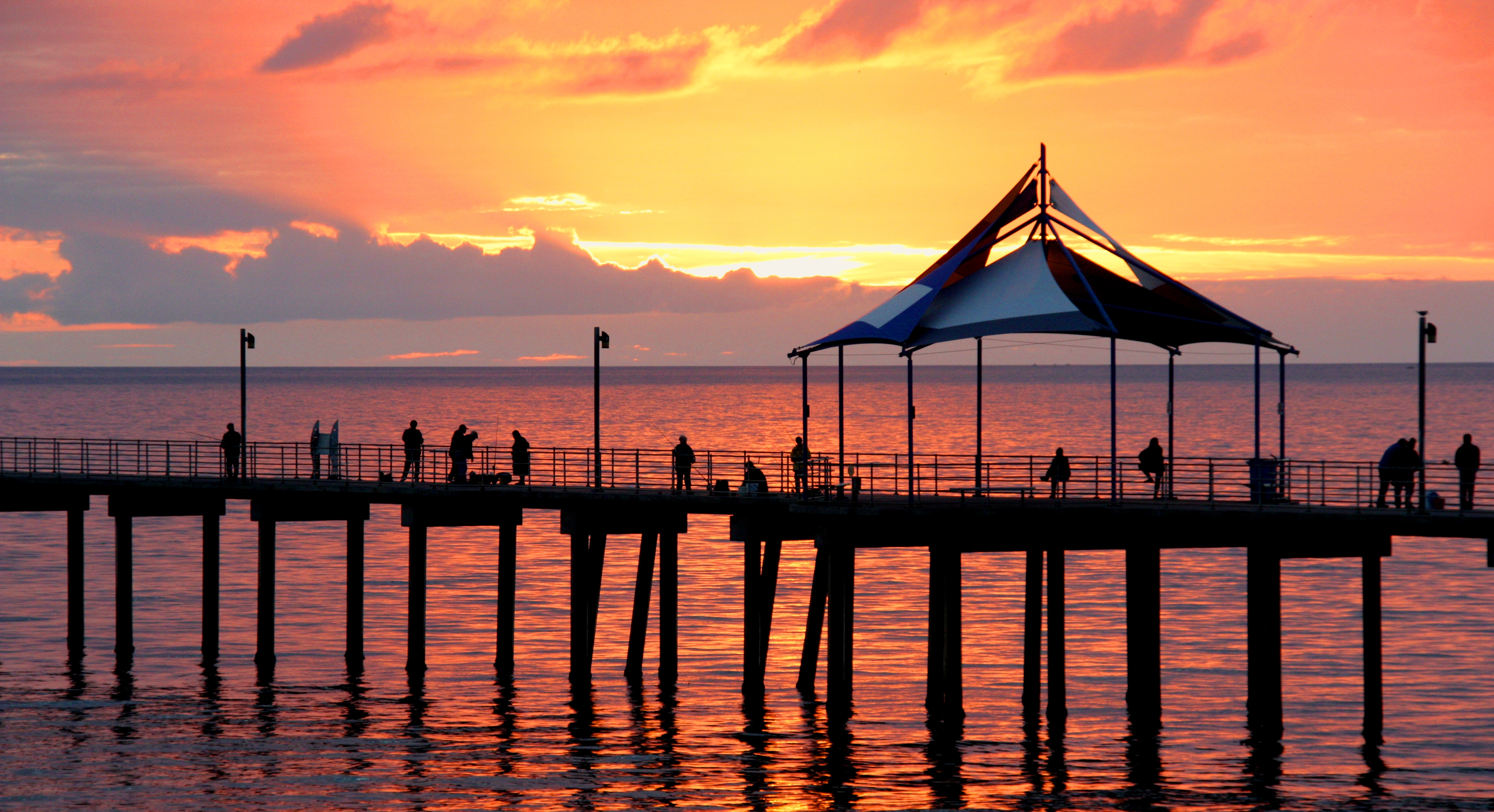
Післясвітіння на пірсі в Австралії
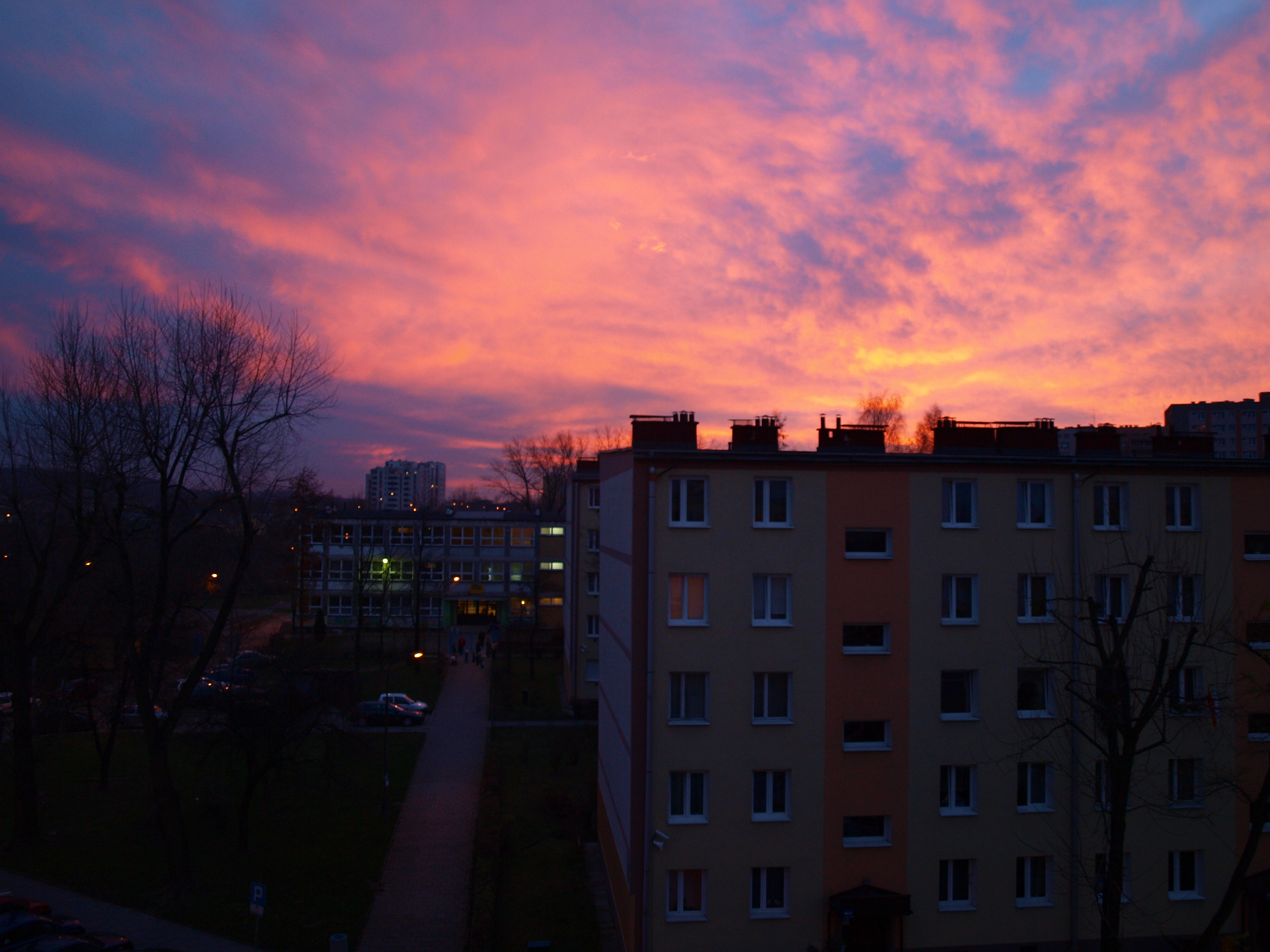
Післясвітіння на житловому масиві у Кракові

## Дивись також
- Світіння атмосфери
- Пояс Венери
- Тінь Землі
- Заграва
- Протисяйво
- Захід Сонця